# Sébastien Sansoni
Sébastien Sansoni (Hyères, 30 januari 1978) is een profvoetballer uit Frankrijk die als verdediger speelt.
In de jeugd kwam hij uit voor Montpellier HSC, Dijoux en Paris Saint-Germain.
Sansoni debuteerde begin 1998 bij FC Istres en speelde ook voor Xamax Neuchâtel, US Marseille Endoume, FC Martigues, Châteauroux en Ethnikos Asteras. Onder leiding van de broer van Éric Cantona, Joël Cantona, won Sansoni het WK Strandvoetbal 2005 met Frankrijk, dat Portugal versloeg in de finale.
Jan Streuer was snel overtuigd van zijn kwaliteiten en haalde hem in 2006 naar Vitesse. Aan het eind van zijn contract vertrok Sansoni in 2009. In het seizoen 2006/2007 schrok de voetbalwereld op doordat hij een bijtende beweging maakte richting NEC-speler Roy Beerens tijdens NEC-Vitesse. Hij dankt zijn bijnaam aan deze actie.
Later in hetzelfde seizoen kwam Sansoni nogmaals in opspraak, ditmaal wegens het bespugen van een tegenstander. Dit incident vond plaats tijdens het play-offduel, met wederom streekgenoot en aartsrivaal NEC, op 20 mei.
In augustus 2009 ging hij naar FK Chimki en sinds januari 2010 kwam hij uit voor Maccabi Petach Tikwa. In 2012 ging hij afbouwen bij de Franse vijfdeklasser Étoile Sportive Pennoise.

## Statistieken
| seizoen | club                 | land        | competitie                       | wed. | goals |
| ------- | -------------------- | ----------- | -------------------------------- | ---- | ----- |
| 1997/98 | FC Istres            | Frankrijk   | Championnat National             |      |       |
| 1998/99 | FC Istres            | Frankrijk   | Championnat National             | 8    | 0     |
| 1999/00 | Neuchâtel Xamax      | Zwitserland | Nationalliga A                   | 21   | 0     |
| 2000/01 | US Marseille Endoume | Frankrijk   | Championnat de France Amateurs 2 | 2    | 0     |
| 2001/02 | FC Martigues         | Frankrijk   | Ligue 2                          | 16   | 3     |
| 2002/03 | LB Châteauroux       | Frankrijk   | Ligue 2                          | 1    | 0     |
| 2003/04 | LB Châteauroux       | Frankrijk   | Ligue 2                          | 13   | 0     |
| 2005/06 | Ethnikos Asteras     | Griekenland | Beta Ethniki                     | 21   | 1     |
| 2006/07 | Vitesse              | Nederland   | Eredivisie                       | 28   | 1     |
| 2007/08 | Vitesse              | Nederland   | Eredivisie                       | 27   | 1     |
| 2008/09 | Vitesse              | Nederland   | Eredivisie                       | 27   | 2     |
| 2009    | FK Chimki            | Rusland     | Premjer-Liga                     | 8    | 0     |
| 2009/10 | Maccabi Petach Tikwa | Israël      | Ligat Ha'Al                      | 12   | 0     |
| 2010/11 | Maccabi Petach Tikwa | Israël      | Ligat Ha'Al                      | 27   | 4     |
| 2011/12 | Maccabi Petach Tikwa | Israël      | Ligat Ha'Al                      | 16   | 1     |
| 2012/13 | ES Pennoise          | Frankrijk   | Championnat de France Amateurs 2 |      |       |
| Totaal  | Totaal               | Totaal      | Totaal                           | 232  | 13    |

## Prijzen
- Wereldkampioenschap Strandvoetbal: 2005 (Frankrijk)
- Championnat de France Amateurs 2: 2001
- Coupe de France: finalist in 2004